# Ascou
Ascou is een gemeente in het Franse departement Ariège (regio Occitanie) en telt 102 inwoners (1999). De plaats maakt deel uit van het arrondissement Foix.

## Geografie
De oppervlakte van Ascou bedraagt 32,0 km², de bevolkingsdichtheid is 3,2 inwoners per km².
De onderstaande kaart toont de ligging van Ascou met de belangrijkste infrastructuur en aangrenzende gemeenten.

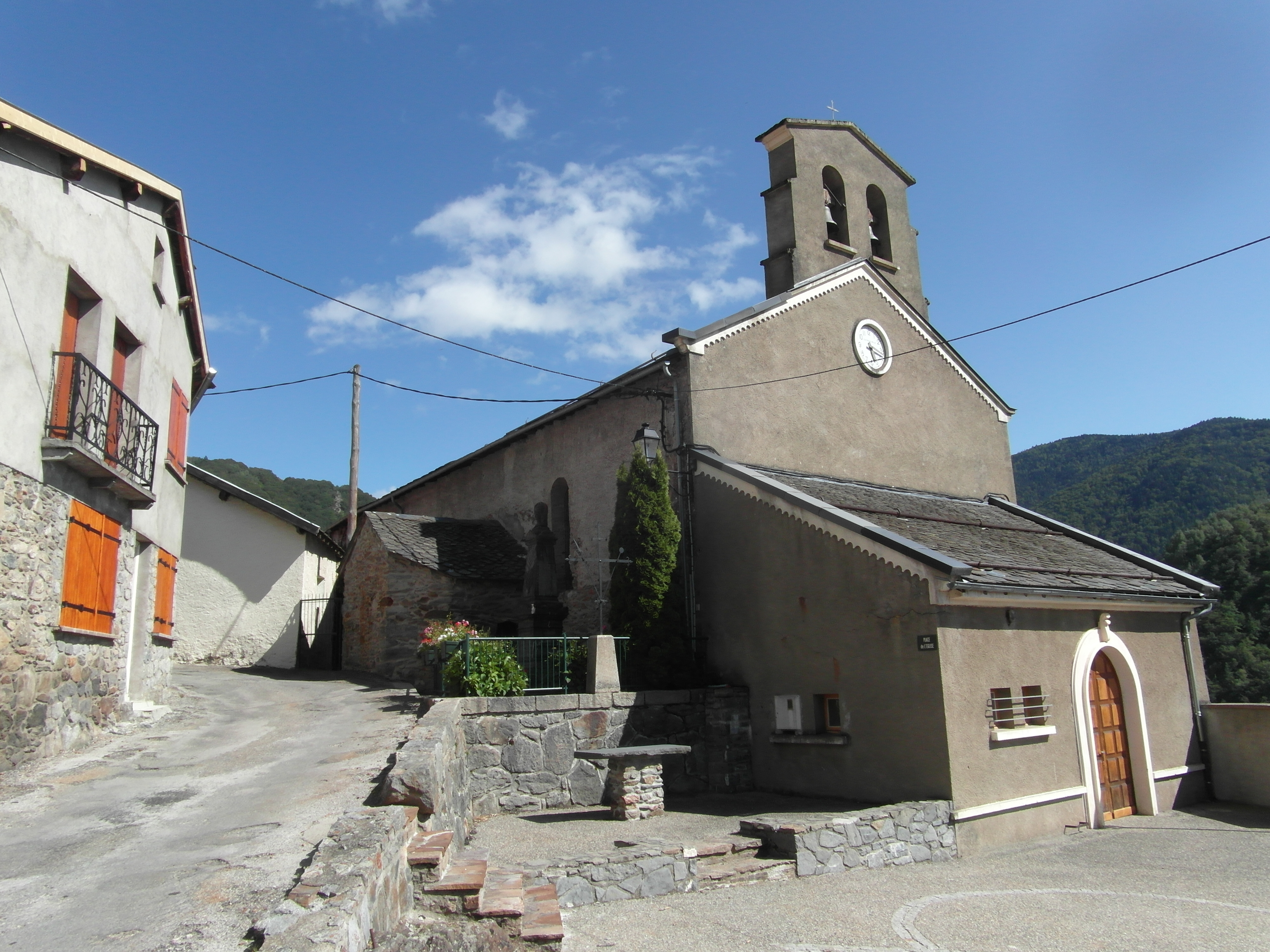
Kerkje in het dorp Ascou. Naast het kerkje bevindt zich een monument voor de gevallenen in de Eerste Wereldoorlog.

De gemeente bestaat uit verschillende dorpjes, waarvan het hellingdorp Ascou het belangrijkste is. Lavail, Goulours en La forge zijn enkele andere woonkernen.

## Demografie
Onderstaande figuur toont het verloop van het inwonertal (bron: INSEE-tellingen).

Vanwege een beveiligingsprobleem met de MediaWiki Graph-software is het momenteel niet mogelijk deze grafiek weer te geven. Zodra de software is bijgewerkt zal de grafiek vanzelf weer zichtbaar worden.